# Región de la Selva
La Región de la Selva es una subregión turística de la provincia de Misiones, Argentina.
Está integrada por los departamentos de General Manuel Belgrano, San Pedro, Eldorado y gran parte del de Iguazú.

## Atractivos
- Salto Gramado - Bernardo de Irigoyen
- Salto Aguaray Miní - Colonia Delicia
- Salto Fortalecita - Colonia Fortaleza
- Museo Municipal Parque Schwelm - Eldorado
- Salto Elena - Eldorado
- Salto Küppers - Eldorado
- Museo Arqueológico - Puerto Esperanza
- Museo "Imágenes de la Selva" - Puerto Iguazú
- Museo "Trincheras Mbororé" - Puerto Iguazú
- Centro de recepción de visitantes del Parque nacional Puerto Iguazú - Puerto Iguazú
- Museo Regional " Puerto Bemberg" - Puerto Libertad
- Salto Central - San Antonio
- Museo Cacique Bonifacio Maidana - San Pedro
- Salto El Molino - San Pedro
- Salto Mbiguá - San Pedro
- Salto Santa Rita - San Pedro
- Salto Alegría - Tobuna
- Salto Paste - Eldorado (Oeste)